# 장안소
장안소는 경마에서 각 출주마에게 경주에 필요한 안장 및 부속 장구를 채우며, 각종 검사(체중검사, 마체검사, 마체 감별)를 실시하는 장소이다.